# Pararge menetriesi
Pararge menetriesi är en fjärilsart som beskrevs av Bremer och William Grey 1853. Pararge menetriesi ingår i släktet Pararge och familjen praktfjärilar. Inga underarter finns listade i Catalogue of Life.